# ¡A volar joven!
¡A volar joven! es una película de comedia mexicana de 1947 dirigida por Miguel M. Delgado y protagonizada por Mario Moreno «Cantinflas», Carolina Barret, Maruja Griffel, Miroslava Stern, Daniel «Chino» Herrera, Andrés Soler y Ángel Garasa. Es la primera vez que nombran al personaje de Cantinflas bajo ese nombre hasta no ser nombrado después por todos en Si yo fuera diputado... (1952), y la segunda y última vez que interpreta el papel de soldado, el cual fue en Un día con el diablo (1945). Es una adaptación de la película francesa Adémaï aviateur y la estadounidense Skylark de Paul Colline (1934)

## Argumento
Cantinflas es un joven peón de una gran hacienda que se enlista a la Fuerza Aérea Mexicana. Un día se le concede una licencia de 24 horas para visitar a sus amigos de la hacienda, pero él sólo iba con la esperanza de ver a su novia Margarita (Carolina Barret), una hermosa joven que, sin que Cantinflas lo sepa, trae vueltos locos y enamorados a varios miembros de la Fuerza Aérea y compañeros de Cantinflas.
Margarita le menciona a Cantinflas que la hija del patrón de la hacienda, María Chávez (Miroslava), se encontraba mala de salud y llevaba varios días de estar en cama. Sin embargo, el médico, al revisarla, no encuentra ningún problema de salud. El médico habla con María y deduce que su malestar es otro: María es fea, por lo que sufre el rechazo de los hombres y se encuentra en una gran depresión. El médico confía esto con los padres de María, y deciden que la única solución es que María se case. A los padres se les ocurre la idea de unir a su hija con Cantinflas: Doña Encarna (Maruja Griffel) le dice a María que Cantinflas estaba enamorado de ella, pero que es muy cobarde para decirle, mientras Don Lupe (Andrés Soler) se encarga de hablar con Cantinflas y casi obligándolo le entrega a su hija en matrimonio y los casará en 15 días.
Cantinflas, aún enamorado de Margarita, regresa a la base de la Fuerza Aérea ideando un plan para no casarse. Un compañero le dice que si desobedece al comandante lo encarcelarán y así no asistirá a su boda. Sin tener otra opción, causa un sinfín de problemas para que lo encarcelen y no asista a la boda, pero todo resultan sin éxito; por el contrario, le dan 15 días de licencia para casarse y tener su luna de miel. La boda se realiza y Cantinflas termina casado con María, y Margarita termina decepcionada de él.
Al otro día de la boda llega un soldado con una carta para Cantinflas, donde el general ordena que regrese en ese momento al cuartel para realizar su primer vuelo aéreo. En una confusión, otro alumno, Repela (Ángel Garasa), que también iba a tomar su primer vuelo confunde a Cantinflas pensando que es el general, y Cantinflas también confunde al soldado nuevo pensando que es el general y los dos se suben al avión; ya en el vuelo se dan cuenta de que ninguno es el instructor y que no saben cómo aterrizar. Por miedo al aterrizaje y que los manden a fusilar por despegar un avión sin instructor, deciden permanecer en el aire lo más que puedan, así duran más de 60 horas en vuelo, rompiendo un récord.
Al final son ovacionados por todos los reporteros y el general, son perdonados por sus actos y Cantinflas regresa con María, de la cual empieza a enamorarse.

## Reparto
- Mario Moreno como Cantinflas.
- Ángel Garasa como Repelas.
- Daniel «Chino» Herrera como Sargento.
- Andrés Soler como Don Lupe Chávez.
- Carolina Barret como Margarita.
- Julio Villarreal como Coronel.
- Maruja Griffel como Doña Encarna.
- Francisco Jambrina como Capitán.
- Roberto Cañedo como Soldado.
- Manuel Trejo Morales como Soldado.
- Estanislao Schillinsky como Oficial.
- Miroslava como María Chávez.
- Ramiro Gamboa «Tío Gamboín» como Reportero radiofónico.
- Armando Arriola como Soldado (no acreditado).
- Joaquín Cordero como Soldado mensajero (no acreditado).
- Pedro Elviro como Periodista (no acreditado).
- Rodolfo Onetto como Vendedor de dulces en el cine (no acreditado).
- Edmundo Espino como Redactor de periódico (no acreditado).
- Rafael Icardo como Juez del registro civil (no acreditado).
- Chel López como Oficial (no acreditado).
- Manuel Noriega como Doctor (no acreditado).